# 59e régiment d'infanterie territoriale
Le 59e régiment d'infanterie territoriale est un régiment d'infanterie de l'armée de terre française qui a participé à la Première Guerre mondiale.

## Création et différentes dénominations
Le régiment reçoit son numéro par décret du 19 mars 1875, en prévision de la mobilisation.

## Historique des garnisons, combats et batailles du59eRIT

### Première Guerre mondiale

#### Affectations
Garnison de Chalon-sur-Saône (Saône-et-Loire)

#### 1914
Alsace 1914

#### 1916
- Verdun 1916

4 octobre 1916 : Torpillage du Gallia sur lequel se trouvaient des soldats du 59e R.I.T.

## Drapeau
Il porte, cousues en lettres d'or dans ses plis, les inscriptions suivantes :
- Alsace 1914
- Verdun 1916